# Friedrich von Schirach
Friedrich Wilhelm von Schirach (* 14. September 1870 in Philadelphia; † 20. Mai 1924 in München) war ein deutscher Komponist.

## Leben und Wirken
Er war Mitglied der Familie Schirach. Sein Vater, Karl Friedrich von Schirach, diente als Offizier in der Armee der Vereinigten Staaten von Amerika. Sein Bruder, Carl von Schirach, war zunächst Offizier, dann Theaterintendant.
Friedrich von Schirach studierte nach seinem Ausscheiden als Rittmeister aus dem preußischen Militär Komposition bei Felix Mottl und Ludwig Thuille. Am bekanntesten unter seinen wenigen veröffentlichten Werken ist das Orchesterlied "Lethe", das Richard Strauss neben seiner eigenen Komposition "Das Thal" auf das Programm der Konzerte des Berliner Tonkünstler-Orchesters mit dem Bassisten Paul Knüpfer setzte. Friedrich von Schirach war mit Otto Julius Bierbaum befreundet, dessen Operette "Das Gespenst von Matschatsch" er zusammen mit Julius Weismann unter dem Pseudonym Rideamus vertonte.
Neben seiner musikalischen Tätigkeit unterstützte er auch Hermann Anschütz-Kaempfe bei der Entwicklung des Kreiselkompasses. Nach Thuilles Tod trat er nicht mehr als Komponist in Erscheinung. Er nahm am Weltkrieg als Rittmeister der Landwehr teil und schlug dann eine kaufmännische Karriere ein. Er bekleidete auch das Amt eines Bezirksführers bei der „Vereinigung vaterländischer Verbände in Bayern“ (VVVB) und war als solcher einer der Zeugen im Hitler-Prozess 1924.

## Werkverzeichnis
- Gudmunds Sang: „Ich fuhr wohl übers Wasser“ (Text aus Henrik Ibsen, Das Fest auf Solhaug) für eine Singstimme mit Klavierbegleitung, verlegt bei Kaibel[7]
- 3 Lieder für eine Singstimme mit Klavierbegleitung, op. 1: 1. Zu spät (Text: Friedrich Theodor Vischer), 2. Heimliches Klingen (Text: Franz Evers), 3. In schimmernder Nacht (Text: Mia Holm), verlegt bei Ries & Erler[8]
- 2 Gesänge für eine Singstimme mit Orchesterbegleitung, op. 2: 1. Glaube nur! (Text: Otto Julius Bierbaum), 2. Lethe (Text: Conrad Ferdinand Meyer), verlegt bei Ries & Erler[9]
- Das Gespenst von Matschatsch, zusammen mit Julius Weismann, (Libretto: Otto Julius Bierbaum unter dem Pseudonym Simplicissimus nach Oscar Wildes Novelle "The Canterville Ghost"), Uraufführung: 18. Januar 1905 im Theater am Gärtnerplatz, München, verlegt bei Langen[10]